# Луньяк, Андрей Иванович
Андре́й Ива́нович Лунья́к (05.12.1881, С. Петербург — 15.10.1957, Казань) — русский советский химик, доктор химических наук. Сын филолога И. И. Луньяка.
Декан сельскохозяйственного, физико-математического, медицинского факультетов Пермского университета (1918–1922),  ректор Казанского института сельского хозяйства и лесоводства (1925–1926), ректор Казанского университета (1926–1928).

## Начало пути
В 1899–1904 годах — учёба в Военно-медицинской академии, получил диплом с отличием. В этом же году Конференцией академии был удостоен премии академика Н. Н. Зинина за работу «О продуктах конденсации альдегидов жирного ряда с фенолом».
В мае 1906 года назначен на должность сверхштатного лаборанта при кафедре органической химии Казанского университета, которой руководил проф. А. М. Зайцев. Под его руководством А. И. Луньяк работал над синтезом высокомолекулярных  третичных спиртов путём взаимодействия ангидридов кислот с  алкилгалогенидами в присутствии цинка и магния.
В 1908 году был командирован на два года с ученой целью за  границу для приготовления к профессорскому званию.  Во время командировки работал в 1-м Химическом институте Берлинского университета под руководством проф. Г. Э. Фишера.
В январе 1910 года был избран приват-доцентом по кафедре химии Казанского университета.
В 1914 году в Киевском университете защитил диссертацию «О действии галоид цинкоорганических и галоид магийорганических  соединений на ангидриды одноосновных жирных кислот» и был удостоен степени магистра химии.

## Работа в Перми
В июле 1917 года  назначен ординарным профессором Пермского университета по кафедре физиологической химии, где читал курс органической химии на медицинском факультете, а с 1921 г. — на физико-математическом факультете.
Один из организаторов кафедры органической химии университета. А. И. Луньяк, трудившийся в ПГУ с момента его создания,  причисляется к учёным — основателям университета.
1918–1919 — первый декан агрономического (в то время — сельскохозяйственного и лесного) факультета Пермского университета. В связи с тем, что этот факультет, отделившись от университета, дал начало сельскохозяйственному институту, А. И. Луньяк причисляется и к основателям этого вуза.
1920–1921 — декан физико-математического факультета Пермского университета??.
1921–1922 — декан медицинского факультета Пермского университета.
1923–1924 — заведующий кафедрой органической химии Пермского университета.
1922–1924 — заведующий научно-учебной частью Пермского университета.

## Работа в Казани
В 1924 году переезжает в Казань, работает профессором на кафедре технической химии Казанского университета. В этой должности статусе впервые организовал в университете производственную практику студентов.
1925–1926 — ректор Казанского института сельского хозяйства и лесоводства.
1926–1928 — ректор Казанского университета.
В 1936 году возглавил созданную в Казанском государственном медицинском институте кафедру органической химии.
В годы Великой Отечественной войны принимал активное участие в качестве эксперта в комиссии, организованной Президиумом Академии Наук (1943), по обследованию одной из отраслей оборонной промышленности, и организовал в своей лаборатории производство ряда дефицитных медикаментов для госпиталей и лечебных учреждений Казани.
В 1947 году ему присуждена степень доктора химических наук.  За время заведования им кафедрой была создана методика преподавания органической химии в медицинском ВУЗе.